# Balanophyllia cyathoides
Balanophyllia cyathoides är en korallart som först beskrevs av Pourtalès 1871.  Balanophyllia cyathoides ingår i släktet Balanophyllia och familjen Dendrophylliidae. Inga underarter finns listade i Catalogue of Life.